# Hillsboro (Indiana)
Pour les articles homonymes, voir Hillsboro.
Hillsboro est une ville située dans le Comté de Fountain en Indiana aux États-Unis.
Sa population était de 538 habitants en 2010.